# Potassic-hastingsite
La potassic-hastingsite (simbolo IMA: Phst) è un raro minerale del supergruppo dell'anfibolo, all'interno del quale viene collocato nel "gruppo degli anfiboli con W(OH,F,Cl)-dominante" e da lì al sottogruppo degli anfiboli di calcio dove occupa un posto nel "gruppo contenente la radice hastingsite nel nome"; essendo un anfibolo, appartiene agli inosilicati e pertanto alla famiglia minerale dei "silicati", e possiede composizione chimica KCa2(Fe2+4Fe3+)(Si6Al2)O22(OH)2.
La potassic-hastingsite è definita con:
- potassio dominante in posizione A
- ione ferro bivalente dominante in posizione C
- ossidrile (OH) dominante in posizione W.

## Etimologia e storia
La potassic-hastingsite deve il proprio nome per via del suo contenuto di potassio e per la sua relazione con l'hastingsite.
Il campione tipo è depositato nelle collezioni mineralogiche del Museo geologico della Cina, a Pechino (Cina), con il numero di catalogo M13815.

## Classificazione
La potassic-hastingsite è stata approvata dall'Associazione Mineralogica Internazionale (IMA) nel 2019, pertanto non compare nella classica nona edizione della sistematica dei minerali di Strunz, aggiornata dall'IMA fino al 2009.
Il minerale è presente nell'edizione successiva, dove è elencato nella sezione "9. Silicati (germanati)" e da lì nella sottoclasse "9.D Inosilicati"; questa viene suddivisa più finemente in base alla struttura del minerale, in modo tale che la potassic-hastingsite possa essere trovata nella sezione "9.DE Inosilicati con catene doppie di periodo 2, Si4O11; clinoanfiboli" dove forma il sistema nº 9.DE.15.
Nella Sistematica dei lapis (Lapis-Systematik) di Stefan Weiß la potassic-hastingsite si trova nella classe dei "silicati" e nella sottoclasse degli "inosilicati"; qui si trova nella sezione riservata ai minerali con struttura "[Si4O11] a due bande 6-; gruppo degli anfiboli; Ca2-anfiboli" dove forma il sistema nº VIII/F.10.

## Abito cristallino
La potassic-hastingsite cristallizza nel sistema monoclino nel gruppo spaziale C2/m (gruppo nº 12) con i parametri reticolari a = 9,9405(7) Å, b = 18,2561(19) Å, c = 5,3501(3) Å e β = 105,117(5)°, oltre ad avere 2 unità di formula per cella unitaria.

## Origine e giacitura
La potassic-hastingsite è stata trovata in vene irregolari, miarolitiche di "orneblendite" che tagliano le rocce vulcaniche; la paragenesi è con hastingsite ricca di potassio, potassic-cloro-hastingsite, quarzo, biotite, zoisite, clorite.
La potassic-hastingsite è piuttosto rara ed è stata trovata solo in pochi siti. La sua località tipo è il deposito di arsenico-cobalto "Danailingou" (43.72167°N 117.57694°E) presso Chifeng (Mongolia Interna, Cina); sempre in Cina il minerale è stato trovato anche nella miniera di "Huangshaping" a Chenzhou (nello Hunan).
Altri siti noti sono: il massiccio del Murunskii nello Scudo dell'Aldan (Russia); a Ogdensburg (New Jersey) e il lago Mombasha presso Monroe (Stato di New York (entrambi negli Stati Uniti); nel fiordo di Arsuk (Groenlandia); nel dipartimento di Las Heras (Argentina); nel Nuapada (Stato dell'Orissa, India); a Vlastějovice (Boemia Centrale, Repubblica Ceca).

## Forma in cui si presenta in natura
La potassic-hastingsite si presenta come cristalli prismatici da trasparenti a trslucidi, con lucentezza vitrea; il colore è nero, mentre quello dello striscio è verde scuro.